# ايجوتز قايو جابيولا
ايجوتز قايو جابيولا (بالإسبانية: Egoitz Jaio) (13 أغسطس 1980 بأباداينو في إسبانيا - ) هو لاعب كرة قدم إسباني في مركز الدفاع. لعب مع أتلتيك بيلباو ب وأتلتيك بيلباو وخيمناستيك طركونة وراسينغ فيرول ونادي باسكونيا ونادي سيستاو ريفر ونومانسيا ونادي واكر إنسبروك (2002) ونادي الخيسيراس.

## روابط خارجية
- ايجوتز قايو جابيولا على موقع قاعدة بيانات كرة القدم.إي يو (الإنجليزية)
- ايجوتز قايو جابيولا على موقع Soccerway.com (الإنجليزية)
- ايجوتز قايو جابيولا على موقع AS.com (الإسبانية)